# Eriophorum beringianum
Eriophorum beringianum är en halvgräsart som beskrevs av Louis-Florent-Marcel Raymond. Eriophorum beringianum ingår i släktet ängsullssläktet, och familjen halvgräs. Inga underarter finns listade i Catalogue of Life.